# Hippasteria derjungini
Hippasteria derjungini är en sjöstjärneart som beskrevs av Alexander Michailovitsch Djakonov 1950. Hippasteria derjungini ingår i släktet Hippasteria och familjen ledsjöstjärnor. Inga underarter finns listade i Catalogue of Life.